# Magok sa
Magok sa (마곡사 Klasztor Doliny Konopi lub Lnu) – koreański klasztor.

## Historia klasztoru
Z powstaniem klasztoru związane są dwie historie. Według pierwszej, założycielem klasztoru był Chajang w roku 643. Według drugiej, założycielem klasztoru był mistrz sŏn Nanghye Muyŏm w roku 845, po swoim powrocie z Chin. Ta druga wersja jest bardziej wiarygodna, gdyż w pobliżu znajduje się klasztor Sŏngju sa, w którym powstała jedna z Dziewięciu górskich szkół sŏn – sŏngju. W tym klasztorze nauczał Muyŏm.
Klasztor został zbudowany na wschodnim zboczu góry T'aehwa.
W XI wieku klasztor podupadł i nie był używany. Podobno kiedyś przechodził obok klasztoru mistrz sŏn Chinul i zobaczył, że w klasztorze mieszka banda rabusiów i wygonił ich. Wtedy też, przy wsparciu króla, klasztor został odrestaurowywany.
Był to jeden z niewielu klasztorów koreańskich, który wyszedł względnie nieuszkodzony z okresu inwazji japońskiej w latach 1592–1598.
W wieku XIX i XX nauczali w klasztorze tak wybitni mnisi jak Kyŏnghŏ Sŏng'u i Mangong Wŏlmyŏn. W październiku 1948 r. został zaordynowany w tym klasztorze mistrz sŏn Sŭngsan. Tutaj także spotkał swojego nauczyciela Kobonga Kyŏnguka, który wiosną 1949 r. przybył do Magok sa. W styczniu 1950 roku Sŭngsan otrzymał od mistrza Kobonga przekaz Dharmy.

## Znane obiekty
- Skarb nr 799 – pięciokondygnacyjna stupa Och'ŭng. Stupa ta jest jedną z trzech na świecie, której szczyt jest ozdobiony brązem, co sugeruje wpływy buddyzmu tybetańskiego
- Skarb nr 800 – Yŏngsanjŏn
- Skarb nr 801 – Taeungbojŏn
- Skarb nr 802 – Taegwangbojŏn
- Skarb nr 1260 – Kaebultaeng z Buddą, kolorowy druk z 1687 roku na płótnie z konopi

## Adres klasztoru
- 567 Unam-ri, Sagok-myeon (966 Magoksa-ro), Gongju, Chungcheongnam-do, Korea Południowa

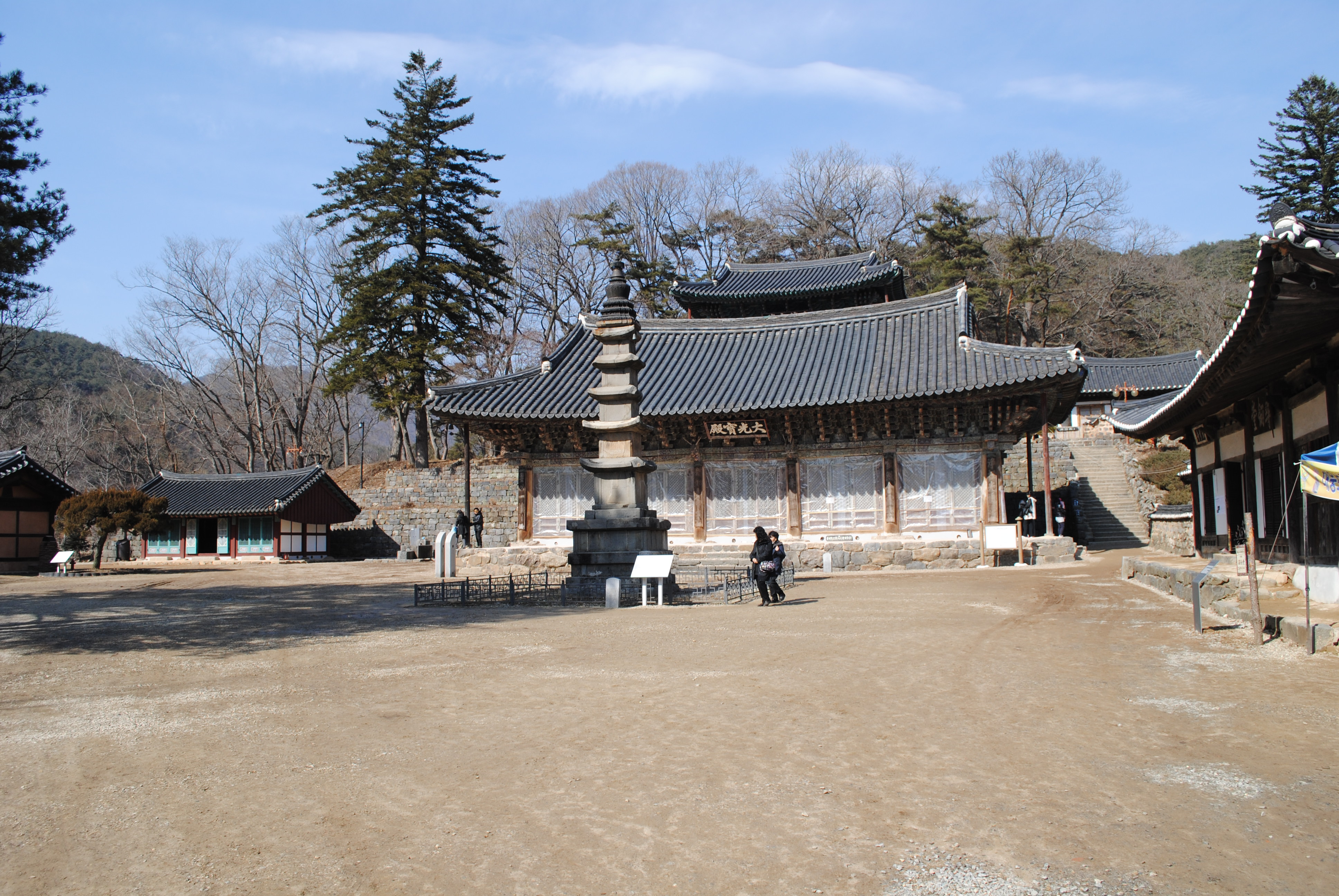
Stupa
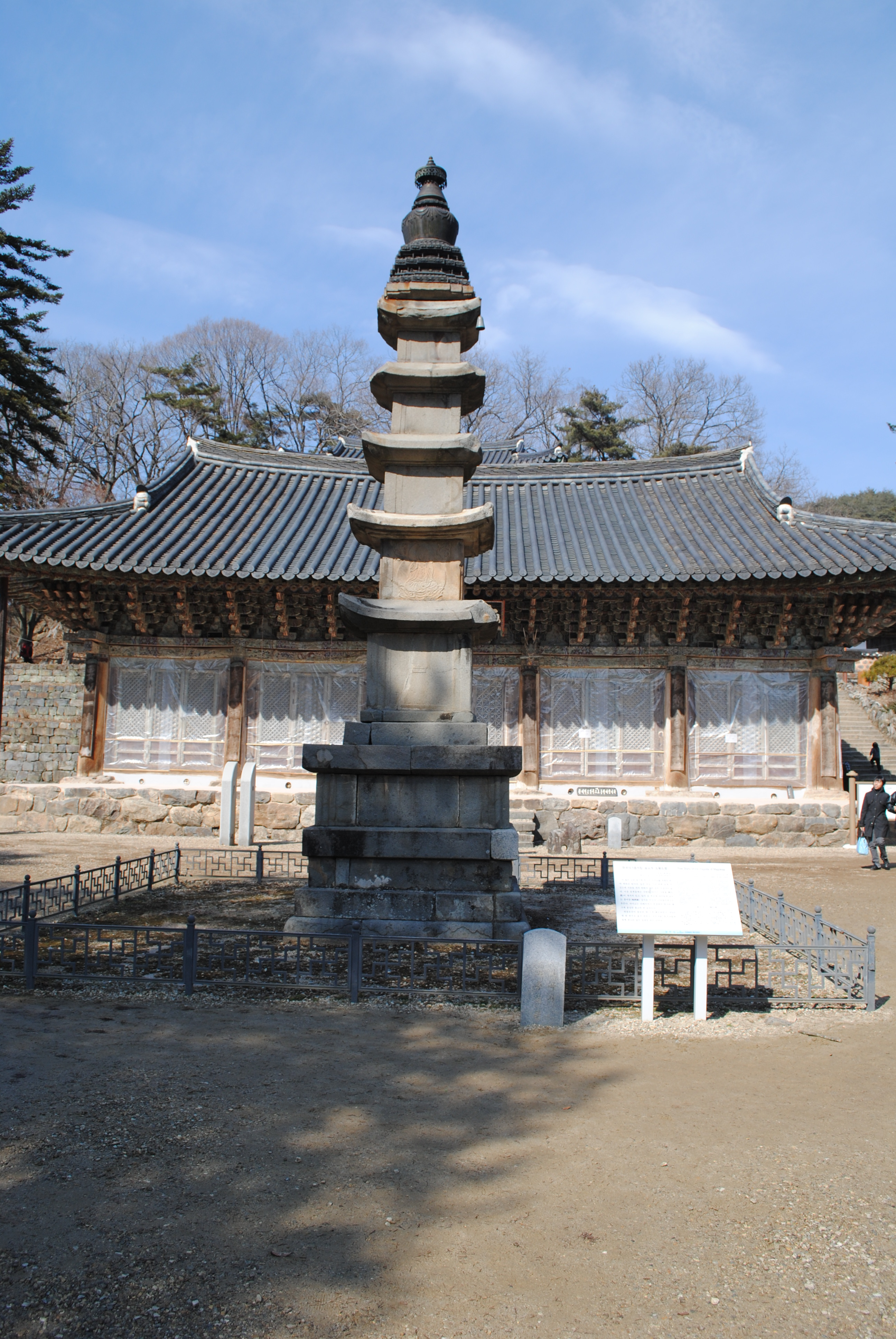
Stupa
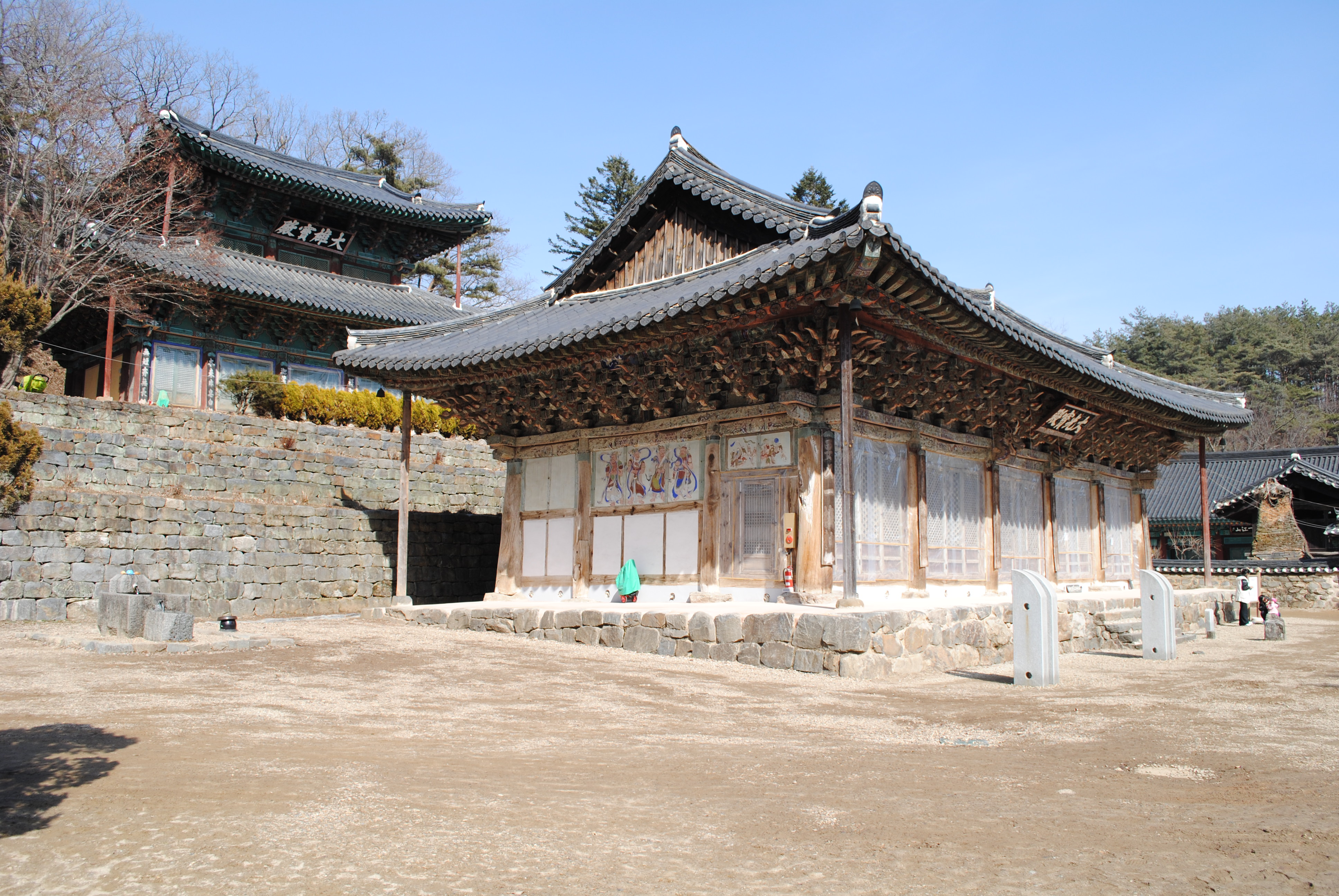
Taegwangbojŏn
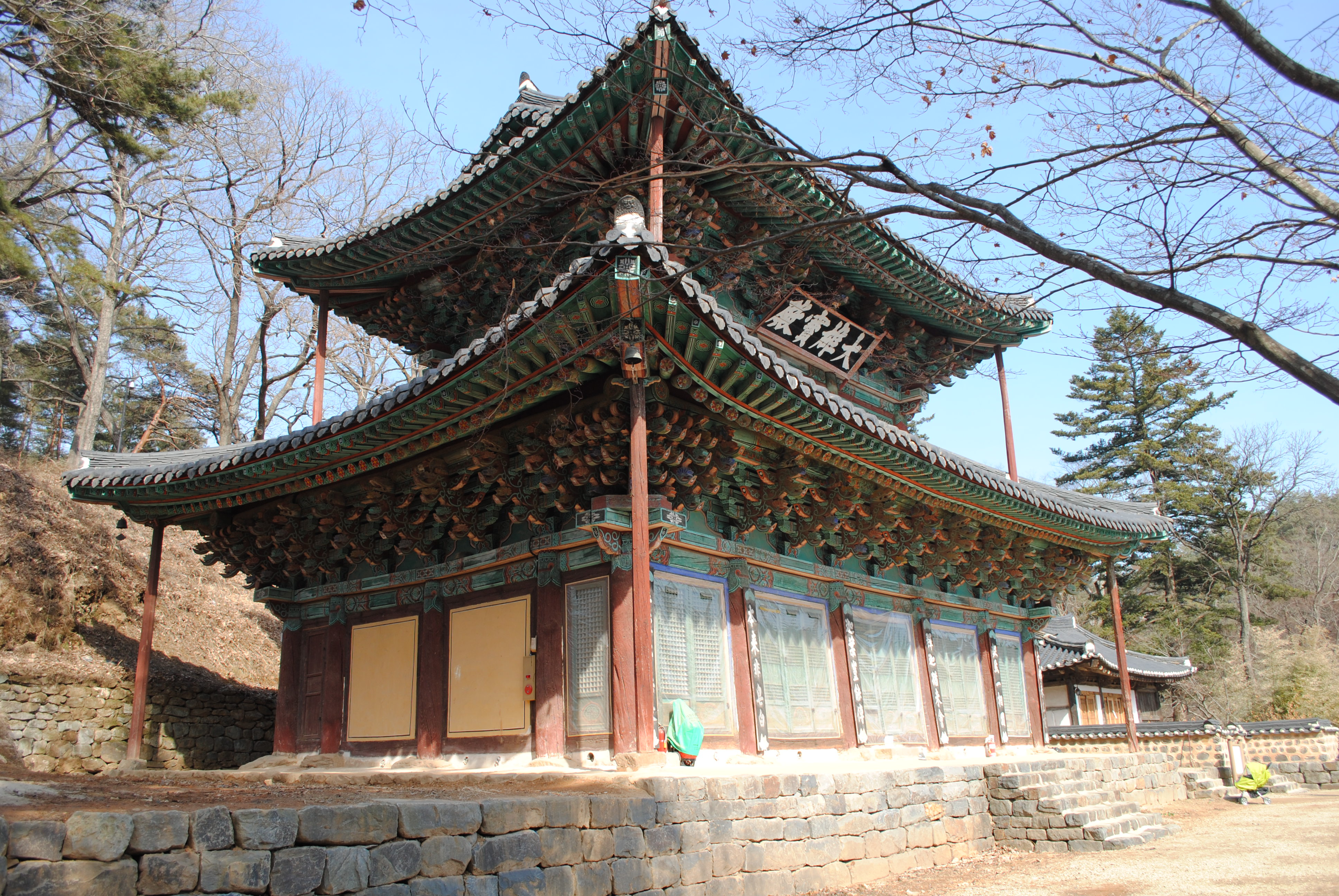
Taeungbojŏn